# Aguascalientes, Aguascalientes
Aguascalientes este centrul administrativ al statului mexican omonim, Aguascalientes. Situat per râul omonim, orașul a fost întemeiat ca așezare minieră în 1575, iar în anii 1850 a devenit reședința statului. Este numit și La Ciudad Perforada (orașul perforat), datorită unui labirint subteran de tunele construite de o populație precolumbiană, necunonscută. Este un centru agricol, dar există și câteva companii industriale. Câteva biserici importante reflectă remarcabil arta religioasă colonială.

## Populație
În 2000 avea 594 056 loc.

## Clima
| Date climatice pentru Aguascalientes (1951–2010)         | Date climatice pentru Aguascalientes (1951–2010) | Date climatice pentru Aguascalientes (1951–2010) | Date climatice pentru Aguascalientes (1951–2010) | Date climatice pentru Aguascalientes (1951–2010) | Date climatice pentru Aguascalientes (1951–2010) | Date climatice pentru Aguascalientes (1951–2010) | Date climatice pentru Aguascalientes (1951–2010) | Date climatice pentru Aguascalientes (1951–2010) | Date climatice pentru Aguascalientes (1951–2010) | Date climatice pentru Aguascalientes (1951–2010) | Date climatice pentru Aguascalientes (1951–2010) | Date climatice pentru Aguascalientes (1951–2010) | Date climatice pentru Aguascalientes (1951–2010) |
| Luna                                                     | Ian                                              | Feb                                              | Mar                                              | Apr                                              | Mai                                              | Iun                                              | Iul                                              | Aug                                              | Sep                                              | Oct                                              | Nov                                              | Dec                                              | Anual                                            |
| -------------------------------------------------------- | ------------------------------------------------ | ------------------------------------------------ | ------------------------------------------------ | ------------------------------------------------ | ------------------------------------------------ | ------------------------------------------------ | ------------------------------------------------ | ------------------------------------------------ | ------------------------------------------------ | ------------------------------------------------ | ------------------------------------------------ | ------------------------------------------------ | ------------------------------------------------ |
| Maxima medie °C (°F)                                     | 22.3 (72,1)                                      | 24.0 (75,2)                                      | 26.5 (79,7)                                      | 29.0 (84,2)                                      | 30.7 (87,3)                                      | 29.5 (85,1)                                      | 27.3 (81,1)                                      | 27.2 (81)                                        | 26.3 (79,3)                                      | 25.7 (78,3)                                      | 24.6 (76,3)                                      | 22.5 (72,5)                                      | 26,3 (79,3)                                      |
| Media zilnică °C (°F)                                    | 13.4 (56,1)                                      | 15.0 (59)                                        | 17.5 (63,5)                                      | 20.3 (68,5)                                      | 22.4 (72,3)                                      | 22.5 (72,5)                                      | 20.9 (69,6)                                      | 20.8 (69,4)                                      | 20.1 (68,2)                                      | 18.5 (65,3)                                      | 16.0 (60,8)                                      | 14.0 (57,2)                                      | 18,5 (65,3)                                      |
| Minima medie °C (°F)                                     | 4.5 (40,1)                                       | 5.9 (42,6)                                       | 8.5 (47,3)                                       | 11.5 (52,7)                                      | 14.1 (57,4)                                      | 15.4 (59,7)                                      | 14.6 (58,3)                                      | 14.5 (58,1)                                      | 13.9 (57)                                        | 11.2 (52,2)                                      | 7.4 (45,3)                                       | 5.4 (41,7)                                       | 10,6 (51,1)                                      |
| Minima istorică °C (°F)                                  | −6 (21,2)                                        | −7 (19,4)                                        | −1 (30,2)                                        | 1.0 (33,8)                                       | 4.5 (40,1)                                       | 6.0 (42,8)                                       | 6.5 (43,7)                                       | 9.0 (48,2)                                       | 5.0 (41)                                         | 0.0 (32)                                         | −5.5 (22,1)                                      | −5 (23)                                          | −7 (19,4)                                        |
| Ploaie mm (inches)                                       | 14.1 (0.555)                                     | 9.5 (0.374)                                      | 4.3 (0.169)                                      | 8.8 (0.346)                                      | 17.9 (0.705)                                     | 88.1 (3.469)                                     | 119.9 (4.72)                                     | 120.4 (4.74)                                     | 90.1 (3.547)                                     | 35.4 (1.394)                                     | 10.3 (0.406)                                     | 11.9 (0.469)                                     | 530,7 (20,894)                                   |
| Umiditate [%]                                            | 58                                               | 52                                               | 47                                               | 45                                               | 46                                               | 59                                               | 66                                               | 68                                               | 68                                               | 65                                               | 60                                               | 62                                               | 58                                               |
| Nr. mediu de zile ploioase (≥ 0.1 mm)                    | 2.4                                              | 1.5                                              | 1.0                                              | 1.6                                              | 3.6                                              | 9.7                                              | 13.5                                             | 13.2                                             | 9.5                                              | 4.9                                              | 1.6                                              | 2.2                                              | 64,7                                             |
| Ore însorite                                             | 237.6                                            | 238.1                                            | 257.9                                            | 249.6                                            | 270.4                                            | 227.0                                            | 223.6                                            | 231.8                                            | 198.9                                            | 231.2                                            | 245.6                                            | 213.2                                            | 2.824,9                                          |
| Sursa nr. 1: Servicio Meteorologico Nacional             |                                                  |                                                  |                                                  |                                                  |                                                  |                                                  |                                                  |                                                  |                                                  |                                                  |                                                  |                                                  |                                                  |
| Sursa nr. 2: Colegio de Postgraduados (sun and humidity) |                                                  |                                                  |                                                  |                                                  |                                                  |                                                  |                                                  |                                                  |                                                  |                                                  |                                                  |                                                  |                                                  |